# 密·萨蒙
密·萨蒙，柬埔寨歌手、喜剧演员，活跃于1960年代末期至1970年代初期。
密·萨蒙所唱的歌曲多为幽默歌曲，并以此而知名。他以幽默来唤起人们对社会习俗和人际关系的关注。他曾与包括辛·西萨木、宾兰、索·萨文等数名艺术家合作。
密·萨蒙在1975年红色高棉掌权后失踪。传闻他因为在劳动营中不服从红色高棉干部管教而被带走，此后再也没有人见过他。
专辑《柬埔寨摇滚乐》中收录关于他的两首歌曲。美国纪录片《别认为我忘了：柬埔寨失去的摇滚乐》中有介绍他的事迹。